# 索爾特克里克鎮區 (堪薩斯州林肯縣)
索爾特克里克鎮區（英語：Salt Creek Township）為美國堪薩斯州林肯縣轄下的鎮區。2010年美国人口普查中此鎮區人口有63人。

## 地理
索爾特克里克鎮區涵蓋總面積為93.4平方（36.05平方英里），其中陸地面積為93.3平方（36.04平方英里），水域面積為0.026平方（0.01平方英里）或0.03%。海拔高度404（1,325英尺）。

## 人口統計
根據2010年美國人口普查，索爾特克里克鎮區人口有63人，其中男性有35人，女性有28人，人口密度為每平方公里0.68人，住房計39戶。鎮區內的白人有61人，非裔美國人有0人，美洲原住民有0人，亞裔美國人有0人，太平洋島裔美國人有0人，其他種族有2人，混血種族則有0人。此外鎮區內有4人為西班牙裔或拉丁裔美國人。此鎮區之年齡中位數為42.5歲，而男性年齡中位數為43.5歲，女性年齡中位數為41.5歲。

## 交通

### 主要公路
- 284號堪薩斯州州道